# Стойка, Янис
Я́нис И́лие Сто́йка (рум. Ianis Ilie Stoica; 8 декабря 2002, Бухарест, Румыния) — румынский футболист, вингер клуба «Германштадт».

## Карьера
Воспитанник клуба «Стяуа». За основной состав дебютировал в матче Кубка Румынии 25 октября 2017 года в возрасте 14 лет 10 месяцев и 13 дней. Игрок появился на замену на 60-й минуте, заменив Кэтэлина Голофку, и отметился забитым голом на второй добавленной минуте, установив окончательный счёт 6:1. 9 января 2019 года был отдан в аренду в клуб «Дунэря Кэлэраши». В его составе дебютировал в чемпионате Румынии 17 февраля, выйдя в стартовом составе на матч с «Волунтари» и провёл на поле 54 минуты.
1 августа 2021 года Янис Стойка дебютировал за «Стяуа» в Лиге I, заменив на 74 минуте Октавиана Попеску, и отметился забитым голом на 90-й минуте гостевого матча с «УТА Арадом», что позволило его команде избежать поражения.

## Личная жизнь
Его отец Помпилиу Стойка (р. 1976) также бывший футболист, выступал за сборную Румынии.